# Sickenhausen
Sickenhausen, Reutlingen-Sickenhausen – dzielnica miasta Reutlingen w Niemczech, w kraju związkowym Badenia-Wirtembergia.